# Ruelle verte

Logo du Réseau des ruelles vertes de Montréal

Une ruelle verte est une ruelle renaturalisée par les riverains, en collaboration avec l'éco-quartier de l'arrondissement dans le cas de la ville de Montréal. Le projet d'une ruelle verte est d'abord un mouvement de résidents volontaires qui désirent se réapproprier l'espace de leur ruelle et ainsi améliorer leur qualité de vie en milieu urbain. Elles ont notamment l'avantage d'améliorer la qualité de l'air, de réduire les bruits environnants, de combattre la criminalité grâce à la présence citoyenne et de réduire les îlots de chaleur urbain.
Depuis 1997, près d'une centaine de ruelles vertes ont vu le jour et font maintenant partie du réseau montréalais. Elles sont si populaires que certains arrondissements reçoivent plusieurs dizaines de demandes de verdissement chaque année.
En 2012, le concept a été adopté par la ville de Salaberry-de-Valleyfield, qui compte 4 ruelles vertes, toutes nommées officiellement et situées dans le quartier historique de la compagnie Montreal Cotton. Elles sont toutes ouvertes à la circulation automobile locale, malgré le fait qu'elles sont majoritairement utilisées par les piétons et les cyclistes.

## Historique

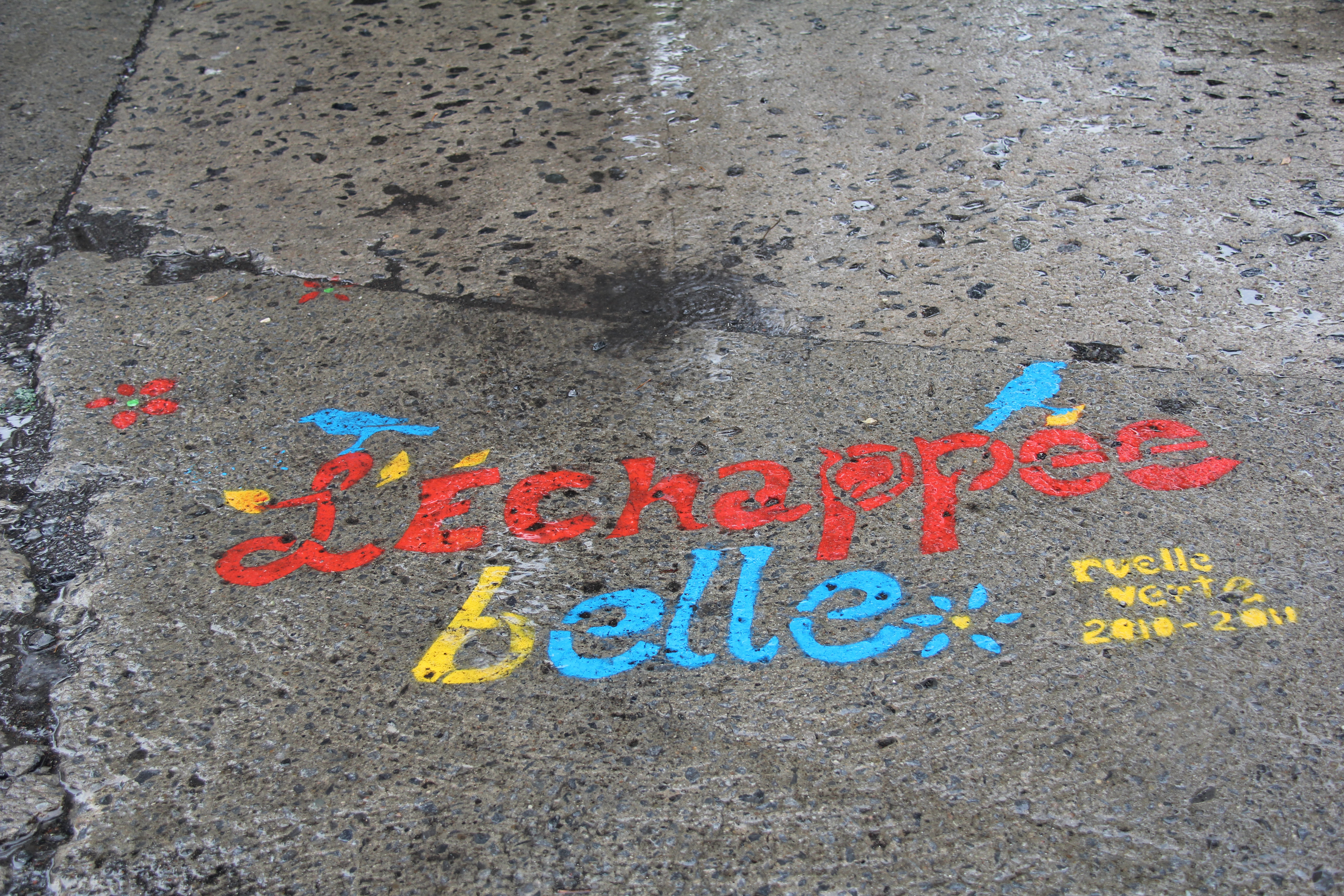
L'Échappée Belle, la plus longue ruelle verte de Montréal, inauguré en 2011.

Déjà en 1968, le concept des ruelles vertes était dans l'air. Cinq étudiants en architecture ont tenté d'aménager la rue Demers dans le quartier Mile End, mais le projet a avorté à cause du refus des citoyens de la rue. Leur projet a fait l'objet d'un film documentaire de l'Office national du film du Canada, « Les fleurs c'est pour Rosemont ». Cependant depuis 40 ans, les résidents ont aménagé la rue Demers et aujourd'hui, elle est l'une des plus belles rues de Montréal et certainement un exemple à suivre.
La première ruelle verte du réseau montréalais a officiellement vu le jour en 1997 dans Le Plateau-Mont-Royal avec l'aménagement de la ruelle formée par le quadrilatère des rues Napoléon, Roy, Du Parc-Lafontaine et Mentana. En 2011, l'arrondissement a aménagé plus d'une cinquantaine de ruelles vertes et demeure le modèle pour les autres arrondissements. Chaque année, plus d'une dizaine de ruelles sont ainsi aménagées dans Montréal.
En août 2011, la plus grande ruelle verte de Montréal a été inaugurée. Nommée « L'Échappée Belle » et délimitée par les rues Wurtele, Florian, De Rouen et Ontario, elle mesure 363 mètres de longueur, arbore 57 arbres indigènes, 163 arbustes et 159 végétaux vivaces. Il a fallu deux phases plutôt qu'une seule et l'aide des quarante résidents.
En 2017, le modèle des ruelles « bleues-vertes » a fait son apparition. Il propose d’intégrer la dimension de gestion des eaux pluviales au concept de ruelle verte. Le projet est alors développé sur deux sites pilotes dans les arrondissements de Mercier-Hochelaga-Maisonneuve et du Sud-Ouest, tous deux situés sur le territoire de la Ville de Montréal, par l’Alliance Ruelles bleues-vertes.

## Description

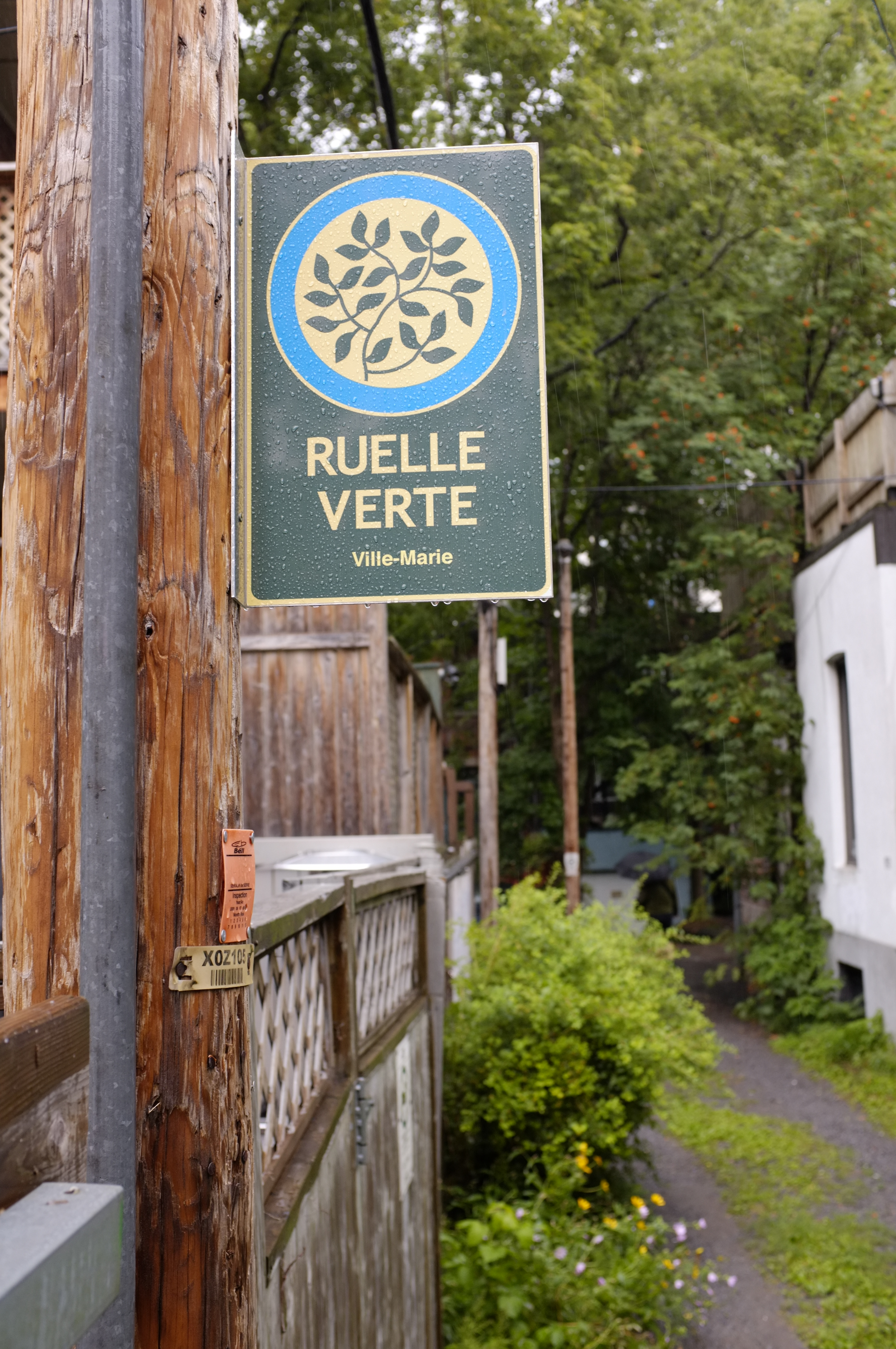
Ruelle verte Tupper dans l'arrondissement Ville-Marie.

Il existe plusieurs types de ruelles vertes, mais les plus répandues s'étendent sur environ 300 mètres de longueur par 4 mètres de largeur. Des bandes d’asphalte sont excavées de chaque côté de la ruelle où des plantes indigènes et arbustes sont plantés. Des plantes grimpantes peuvent être également cultivées réduisant jusqu'à 17 degrés Celsius la température d'un mur plein sud. Quelques grands arbres forment une arche au-dessus de la voie, réduisant ainsi l'absorption de la chaleur du soleil par le bitume. Certaines ruelles vertes possèdent aussi des bancs de parc, des peintures murales, des nichoirs et des composteurs.
Dans de très rares cas, les citoyens ont choisi de retirer complètement l'asphalte et cultiver de la pelouse; ces ruelles sont très rares, car l'accès aux automobiles est interdit et dans ce cas l'arrondissement exige que 100 % des riverains acceptent le projet. Normalement, si le flot de circulation n'est pas perturbé, l'arrondissement demande la signature de 75% des riverains, avec un taux de réponse favorable de 51% ainsi que la formation d'un petit comité de cinq ou six personnes.
Bien que l'entretien des ruelles vertes est à la charge des résidents, les éco-quartiers des arrondissements sont de bons conseils et aident les résidents à trouver du financement. La plupart des ruelles vertes sont financées par des organismes et des instances gouvernementales telles que Environnement Canada qui participe au financement de plusieurs ruelles vertes via le programme EcoAction.
Le réseau des ruelles vertes de Montréal prend de l'ampleur chaque année et dans certains arrondissements la proximité de ces ruelles vertes attire les touristes. Certains guides touristiques proposent un parcours pour découvrir les ruelles du Plateau-Mont-Royal.

## Avantages et objectifs
Les avantages d'une ruelle verte pour les riverains sont nombreux, d'où la multiplication exponentielle des projets depuis quelques années.
- Améliorer la qualité de l'air.
- Combattre les îlots de chaleur avec une végétalisation agissant comme un climatiseur naturel.
- Adoucir la rectitude architecturale d'une ville et embellir le paysage urbain.
- Renforcer le tissu social en créant des liens entre les résidents voisins.
- Réduire les incivilités en faisant des lieux plus fréquentés.
- Enrayer les dépôts sauvages de détritus dans la ruelle.
- Diminuer le ruissellement par l’interception des précipitations.
- Accroître la biodiversité végétale.
- Réduire le niveau de bruit ambiant.
- Apaiser la circulation automobile.
- Alternative locale aux parcs urbains.
- Donner aux enfants un espace de jeu sécurisé.

## Démarrer un projet
Les arrondissements via les éco-quartiers encadrent les projets et aident à la recherche de financement. Mais en l'absence de structures gouvernementales officielles, la réussite d'un projet repose en majeure partie sur la motivation des résidents et de leur implication à long terme.
Voici quelques conseils pour démarrer un projet de ruelle verte : 
1. Visitez tous les résidents riverains à la ruelle, parlez de votre projet et répondez aux questions/objections. Notez les noms, adresses et numéros de téléphone des gens. La première étape de n'importe quel projet de ruelle verte commence par l'obtention d'appuis de la part de vos voisins. Normalement, vous devrez obtenir une majorité de 51 % du voisinage en faveur de l'implantation d'une ruelle verte. Essayez de trouver vingt résidents qui approuvent votre projet, dont cinq ou six qui seraient prêts à siéger sur le comité de la ruelle.
2. Communiquez avec l'éco-quartier de votre arrondissement et prenez rendez-vous avec le responsable des ruelles vertes et les membres du comité. Vous allez devoir vous rencontrer afin d’évaluer les possibilités de verdissement de la ruelle, donner un nom à la ruelle, etc. Dans la plupart des arrondissements, vous devrez remplir un document de demande de ruelle verte. Dans ce dernier, vous devrez, entre autres, indiquer les raisons pour lesquelles vous souhaitez avoir une ruelle verte, présenter les spécificités de votre ruelle, indiquer quelques activités que vous aimeriez faire dans la ruelle et présenter les citoyens et citoyennes qui composeraient le comité de votre ruelle.

## Liste des ruelles vertes

### Côte-des-Neiges–Notre-Dame-de-Grâce
- Inconnue : Avenue Prud'homme

### Hochelaga-Maisonneuve
- Plusieurs ruelles vertes du quartier en photos prises par Julien Lebreton : http://julienlebreton.com/ruelles/index.html

### Le Plateau Mont-Royal

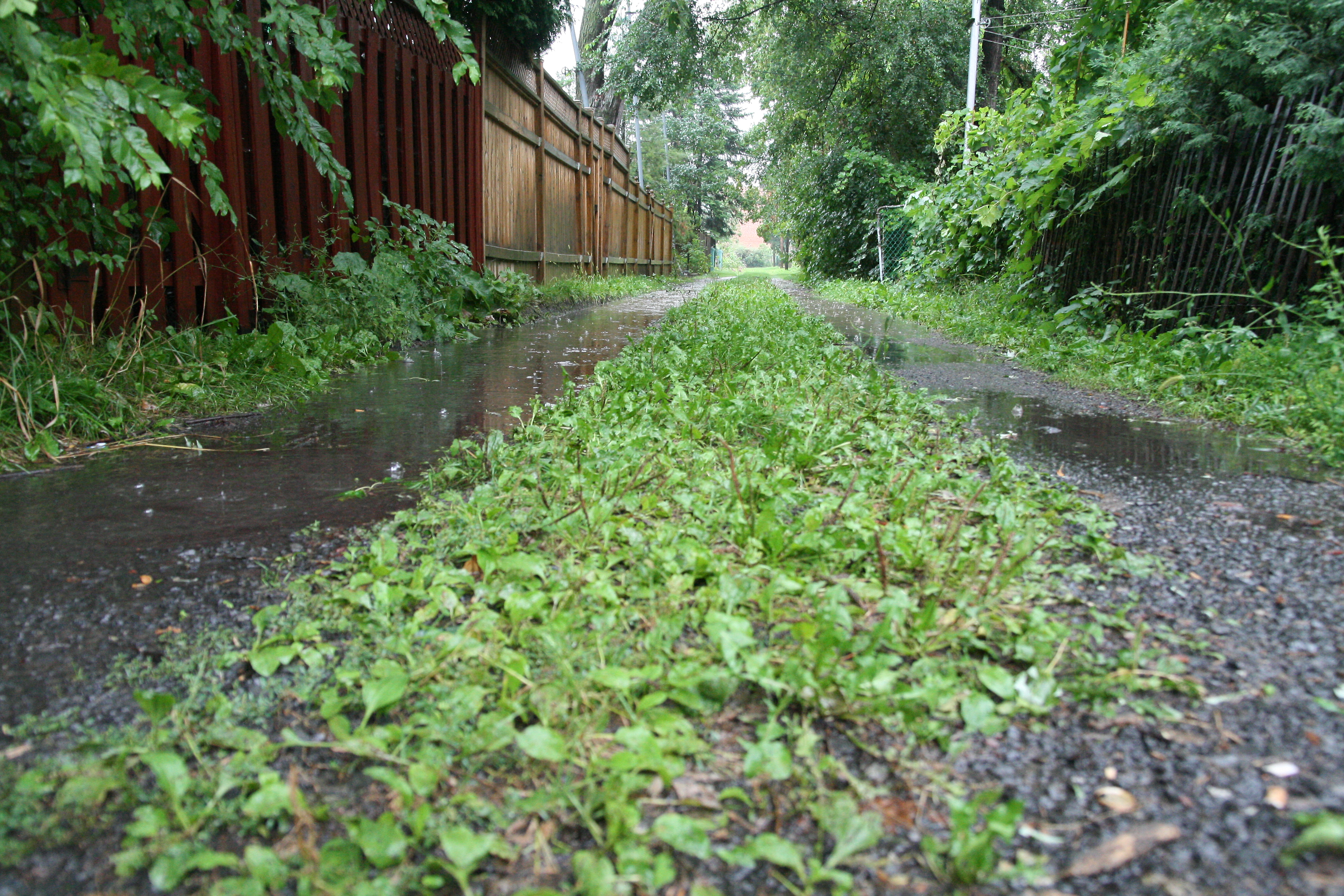
Ruelle verte Bourbonnière D'orléans

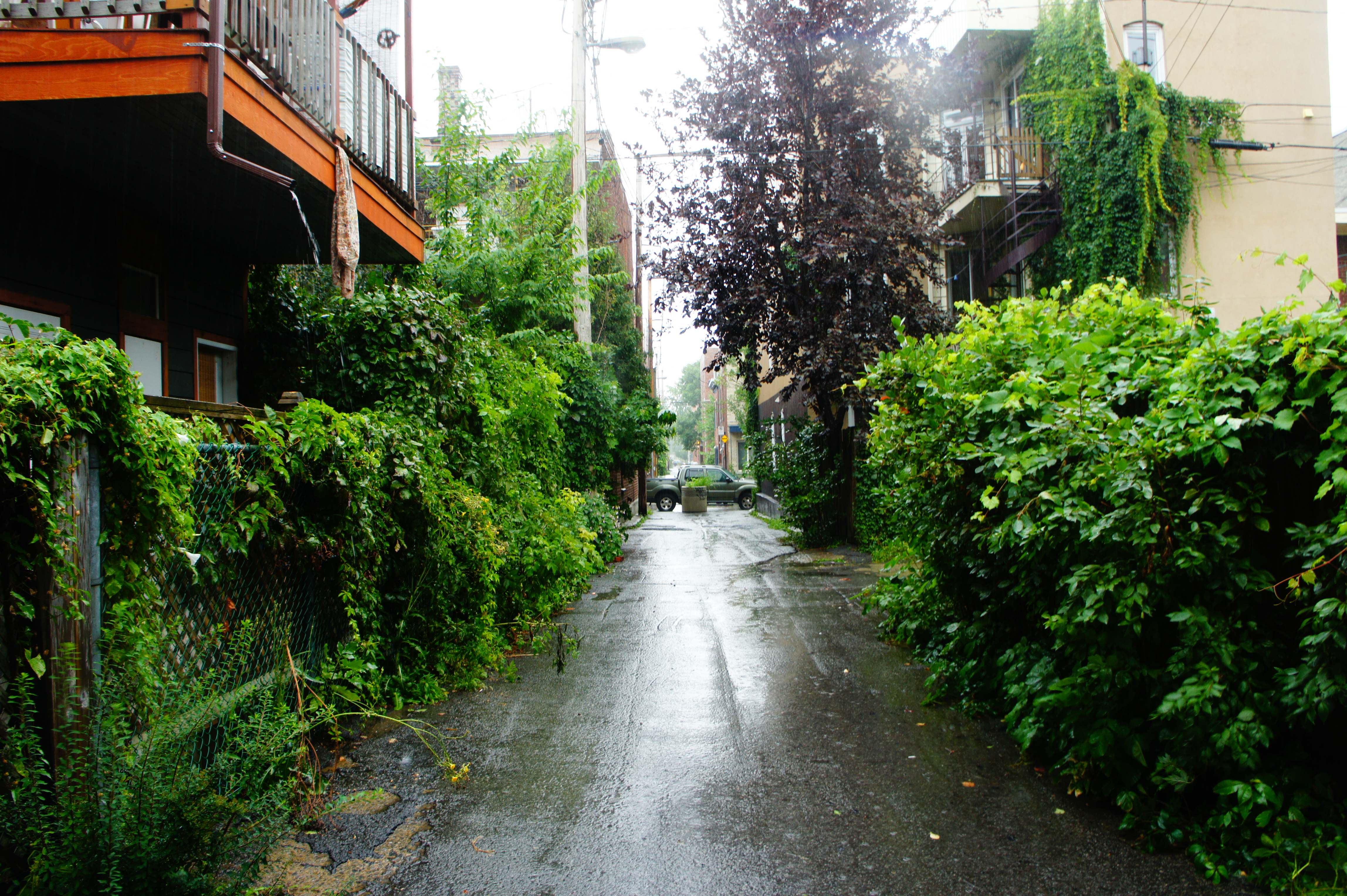
Ruelle verte Masson

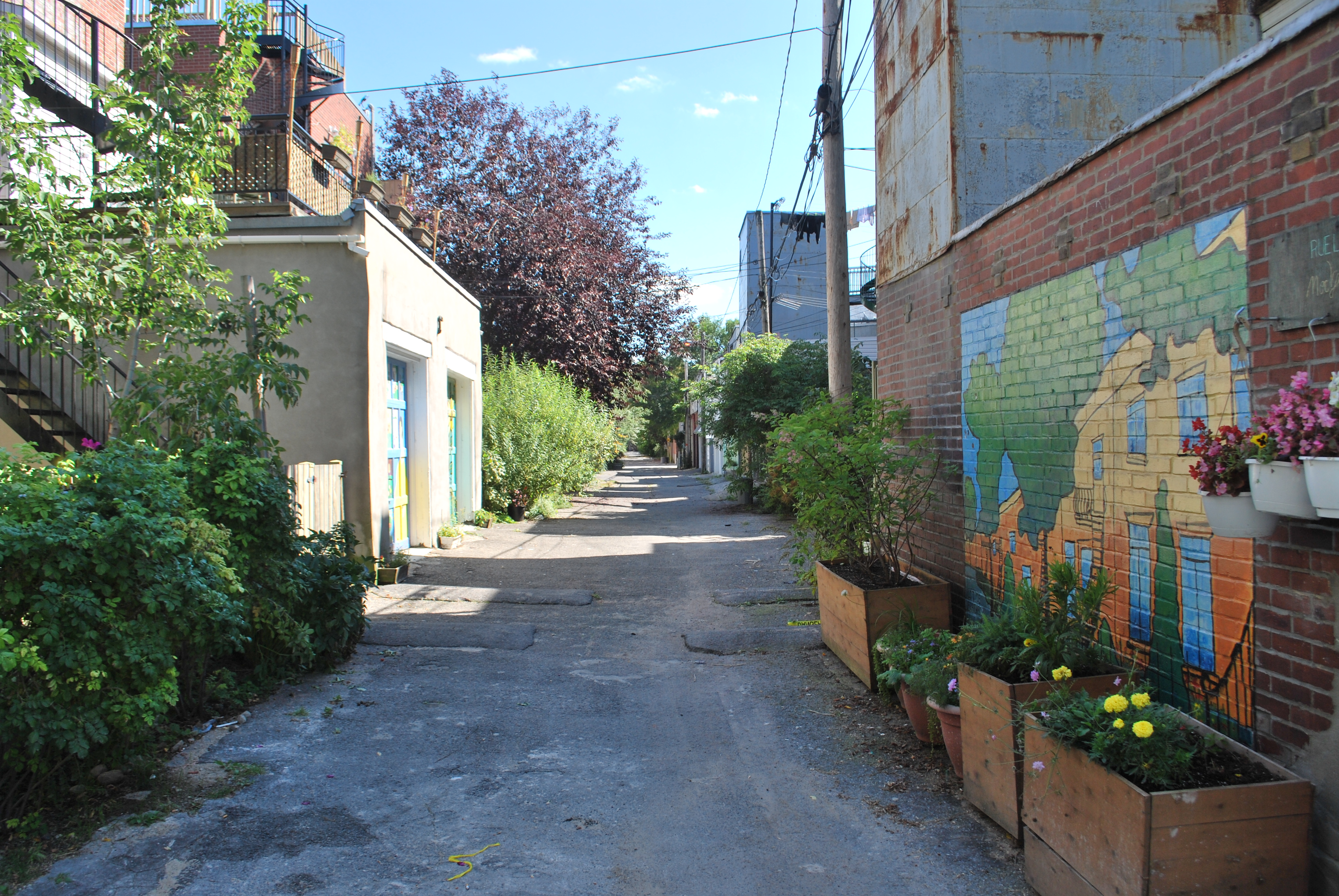
Ruelle verte coin Brébeuf-St-Joseph

L'arrondissement Le Plateau-Mont-Royal a initié le mouvement des ruelles vertes à Montréal et en 2016, on comptait 74 ruelles verdies[réf. souhaitée].
* Tronçon champêtre totalement ou en partie fermé à la circulation automobile.
- Inconnue : Ruelle Demers, entre De Bullion et Henri-Julien *
- Inconnue : Ruelle Marie-Anne, Rachel, Drolet, Henri-Julien
- Inconnue : Ruelle Marie-Anne, Rachel, De La Roche, De Brébeuf
- Inconnue : Ruelle Marie-Anne, Rachel, Clark, Saint-Urbain
- Inconnue : Ruelle Bernard, Saint-Viateur, Clark, Saint-Urbain
- 1981 : Ruelle Prince-Arthur, Milton, Clark, Saint-Urbain
- 1981 : Ruelle Gilford, Mont-Royal, Henri-Julien, Drolet *
- 1995 : Ruelle Napoléon, Roy, Parc-La Fontaine, de Mentana
- 1998 : Ruelle Rachel, Duluth, Drolet, Henri-Julien
- 1998 : Ruelle Duluth, Roy, Drolet, Henri-Julien
- 1999 : Ruelle Mont-Royal, Marie-Anne, Berri, Rivard
- 1999 : Ruelle Mont-Royal, Marie-Anne, Fabre, Marquette
- 1999 : Ruelle Gilford, Mont-Royal, De Lanaudière, Chambord
- 2000 : Ruelle Saint-Joseph, Gilford, Chambord, De Brébeuf
- 2000 : Ruelle Rachel, Gauthier, Dorion, Cartier
- 2000 : Ruelle Gilford, De Bienville, de Mentana, Saint-André
- 2000 : Ruelle Duluth, Bagg, Clark, Saint-Urbain
- 2001 : Ruelle Rachel, Duluth, Henri-Julien, Laval
- 2001 : Ruelle Mont-Royal, Marie-Anne, de Mentana, Saint-André
- 2001 : Ruelle Masson, Laurier, Cartier, Papineau
- 2001 : Ruelle Masson, Laurier, de Bordeaux, De Lorimier
- 2003 : Ruelle Marie-Anne, Rachel, Garnier, De Lanaudière
- 2003 : Ruelle Gilford, Mont-Royal, Chabot, Cartier
- 2003 : Ruelle Duluth, Napoléon, de Mentana, Saint-André
- 2006 : Ruelle Mont-Royal, Marie-Anne, Parthenais, Érables (Lafrance)
- 2006 : Ruelle Barrette entre Marquette et Papineau
- 2007- 1998 : Ruelle Prince-Arthur, Milton, du Parc, Hutchison
- 2007 : Ruelle Cherrier, Sherbrooke, Saint-André, Saint-Hubert
- 2008-2000 : Ruelle Des Pins, Square-Saint-Louis, Drolet, Henri-Julien *
- 2008 : Ruelle Rue Groll, entre Saint-Urbain et Jeanne-Mance
- 2008 : Ruelle Marie-Anne, Rachel, Saint-André, de Mentana
- 2008 : Ruelle Marie-Anne, Rachel, De Brébeuf, Chambord
- 2009 : Ruelle Rachel, Duluth, Hôtel-de-Ville, Laval
- 2011 : Ruelle Saint-Joseph, Villeneuve, de l’Esplanade, Jeanne-Mance
- 2011 : Ruelle Saint-Joseph, Gilford, de Mentana, Saint-André
- 2011 : Ruelle Rachel, Sherbrooke, Hogan, Bercy
- 2011 : Ruelle Gilford, Mont-Royal, Marquette, Fabre
- 2012-1999 : Ruelle Masson, Laurier, Chabot, Cartier *
- 2012-2000 : Ruelle Mont-Royal, Marie-Anne, Drolet, Henri-Julien
- 2012-2007 : Ruelle Prince-Arthur, Sherbrooke, Laval, Hôtel-de-Ville
- 2012-2009 : Ruelle Fairmount, Laurier, du Parc, Jeanne-Mance
- 2012-2010 : Ruelle Rachel, Frontenac, Gascon
- 2012-2011 : Ruelle Saint-Grégoire, Laurier, Garnier, De Lanaudière
- 2012 : Ruelle Saint-Joseph, Gilford, De La Roche, De Brébeuf
- 2012 : Ruelle Laurier, Saint-Joseph, De La Roche, Christophe-Colomb
- 2012 : Ruelle Édouard-Charles, Saint-Joseph, Hutchison, parc
- 2012 : Ruelle De Courville, Rachel, Messier, Parthenais
- 2013-2003 : Ruelle Laurier, Saint-Joseph, Saint-André, de Mentana
- 2013 : Ruelle Saint-Joseph, Gilford, Christophe-Colomb, Boyer *
- 2013 : Ruelle Saint-Christophe, entre Marie-Anne et Rachel
- 2013 : Ruelle Laurier, Saint-Joseph, De Brébeuf, De La Roche *
- 2014-2013-1999 : Ruelle Rachel, Gauthier, de Bordeaux, Dorion *
- 2014 : Ruelle Mont-Royal, Marie-Anne, Boyer, de Mentana - tronçon nord *
- 2014 : Ruelle Masson, Laurier, Parthenais, Des Érables *
- 2015 : Ruelle Villeneuve, Mont-Royal, Saint-Urbain, de l’Esplanade *
- 2015 : Ruelle Saint-Viateur, Casgrain, Saint-Dominique, Maguire *
- 2015 : Ruelle Mont-Royal, Marie-Anne, Boyer, de Mentana - tronçon sud
- 2015 : Ruelle Marie-Anne, Rachel, D'Iberville, Chapleau *
- 2015 : Ruelle Gauthier, Sherbrooke, Dorion, Cartier *
- 2015 : Ruelle Fairmount, Laurier, Saint-Urbain, Clark *
- 2015-2008 : Ruelle Gilford, Mont-Royal, Garnier, Fabre
- 2015-2012 : Ruelle Gilford, De Bienville, Saint-Hubert, Resther *
- 2016-2015 : Ruelle Masson, Laurier, Des Érables, De Lorimier **
- 2016-2001 : Ruelle Gilford, Mont-Royal, Chambord, De Brébeuf *
- 2016-2006 : Ruelle Saint-Grégoire, Laurier, Papineau, Marquette
- 2016-2003 : Ruelle Gilford, Mont-Royal, de Bordeaux, Chabot
- 2016 : Ruelle Rachel, Duluth, Berri, Rivard
- 2016 : Ruelle Napoléon, Roy, Laval, Hôtel-de-Ville
- 2016 : Ruelle Mont-Royal, Marie-Anne, Clark, Saint-Urbain
- 2016 : Ruelle Des Pins, Prince-Arthur, du Parc, Hutchison *
- 2016 : Ruelle Mont-Royal, Marie-Anne, De Lanaudière, Chambord *
- 2016 : Ruelle Cérat, entre Coloniale et Saint-Dominique *
- 2016 : Ruelle Rachel, Duluth, de Mentana, Saint-André *
- 2016 : Ruelle Prince-Arthur, Milton, Sainte-Famille, Jeanne-Mance

### Rosemont–La Petite-Patrie

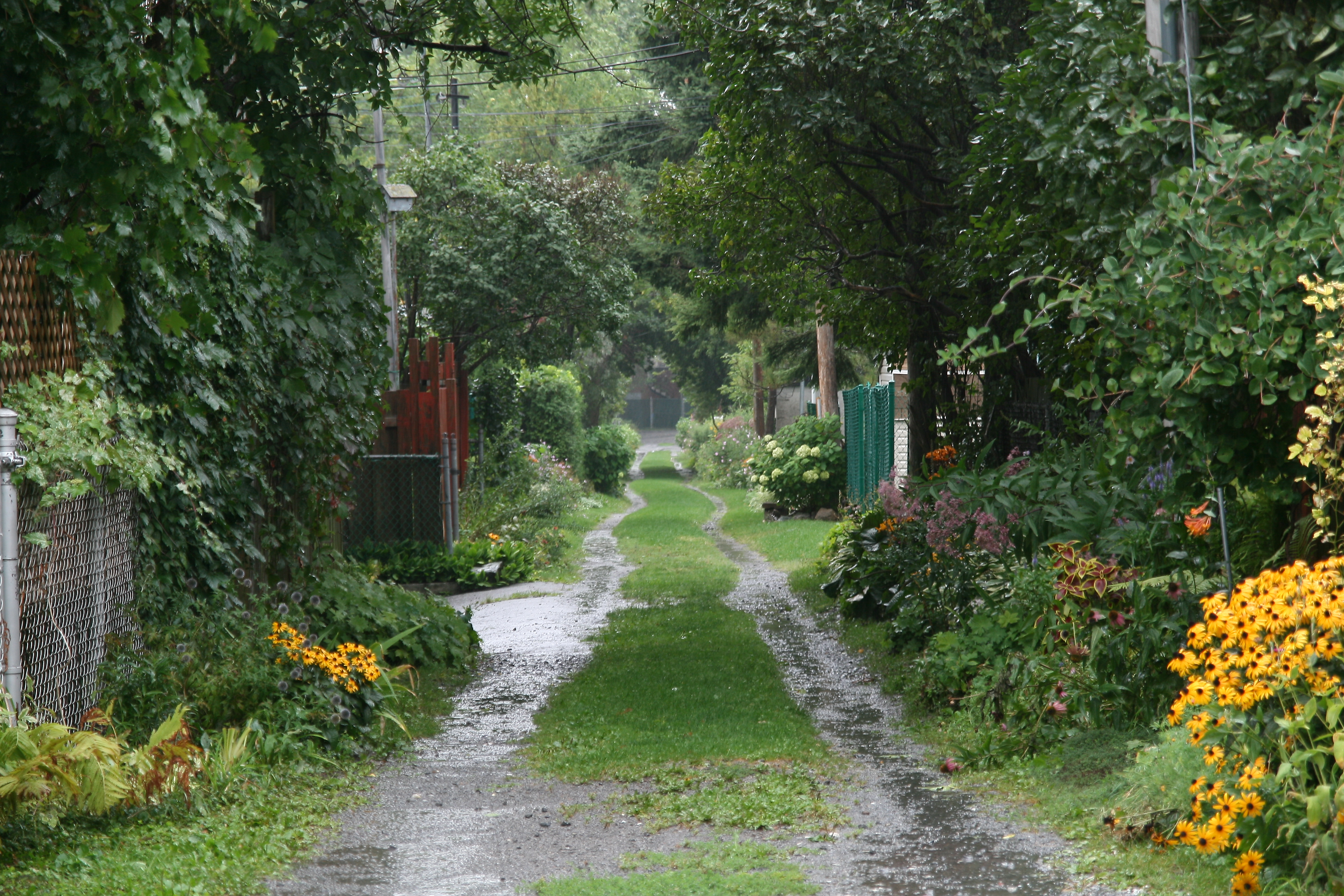
Ruelle verte formée par la,, St-Zotique et Bélanger.

En juin 2017, l'arrondissement Rosemont-La Petite-Patrie accueillait la 100ieme ruelle verte de son territoire[réf. souhaitée].
- 2009 : Ruelle Alma de Gaspé (entre Beaubien & St-Zotique)
- 2012 : 5e avenue/6e avenue & Holt-Rosemont
- 2012 : 39e avenue/40e avenue & Beaubien/Bellechasse
- 2012 : Aylwin/Cuvillier & Sherbrooke-Rachel
- 2012 : Fabre/Marquette & Saint-Zotique/Bélanger
- 2012 : Joliette/De Chambly & Sherbrooke/Rachel
- 2012 : 15e avenue/16e & Beaubien/Saint-Zotique
- 2012 : Alexandra/Marconi
- 2012 : 2e avenue/3e avenue & Holt/Dandurand
- 2012 : 5e avenue/6e avenue & Holt/Dandurand
- 2012 : Charlemagne-Jeanne-d’Arc & Sherbrooke-Rachel
- 2012 : Châteaubriand/De St-Vallier & Rosemont/Bellechasse
- 2012 : Châteaubriand/De St-Vallier & Bellechasse/Beaubien
- 2012 : Des Carrières/Des Écores & Rosemont/Louis-Hémon
- 2013 : De Lorimier -Des Érables - Beaubien - de Bellechasse
- 2013: De Normanville - Chambord - de Bellechasse - Rosemont
- 2013 : 1re avenue - 2e avenue - Beaubien - de Bellechasse
- 2013 : 2e avenue - 3e avenue - Rosemont - Holt
- 2013 : 2e avenue - 3e avenue - Masson - Laurier
- 2013 : 3e avenue - 4e avenue - Masson - Laurier
- 2013 : 8e avenue - 9e avenue - Rosemont - Holt
- 2013 : 6e avenue - 7e avenue - Dandurand - Masson
- 2013 : 6e avenue - 7e avenue - Laurier - St-Joseph
- 2013 : Bourbonnière - d'Orléans - Rachel - Sherbrooke
- 2013 : Christophe-Colomb - de La Roche - Jean-Talon - Bélanger
- 2013 : De La Roche - de Normanville Beaubien - de Bellechasse
- 2013 : Drolet - St-Denis - Bélanger - St-Zotique
- 2013 : Du Parc - Jeanne-Mance - St-Zotique - Beaubien
- 2013 : Waverly - St-Urbain - Jean-Talon - Mozart
- 2014 : Chabot - Bordeaux - Beaubien - de Bellechasse

Projets issus présumément du programme "Place au soleil" entrepris par la Ville de Montréal entre 1981 et 1986
- 1981-1986 : Ruelle Cartier Chabot & Dandurand/des Carrières
- 1981-1986 : Ruelle 4e avenue/5e avenue & Masson/Dandurand
- 1981-1986 : Ruelle 7e avenue/8e avenue & Laurier/Masson
- 1981-1986 : Ruelle 8e avenue/9e avenue & Laurier/Masson
- 1981-1986 : Ruelle 23e avenue/24e avenue & Beaubien/St-Zotique
- 1981-1986 : Ruelle 25e avenue/26e avenue & St-Zotique/Bélanger
- 1981-1986 : Ruelle 30e avenue/31e avenue & Bellechasse/Beaubien
- 1981-1986 : Ruelle 30e avenue/31e avenue & St Zotique/Bélanger

### Verdun[14]

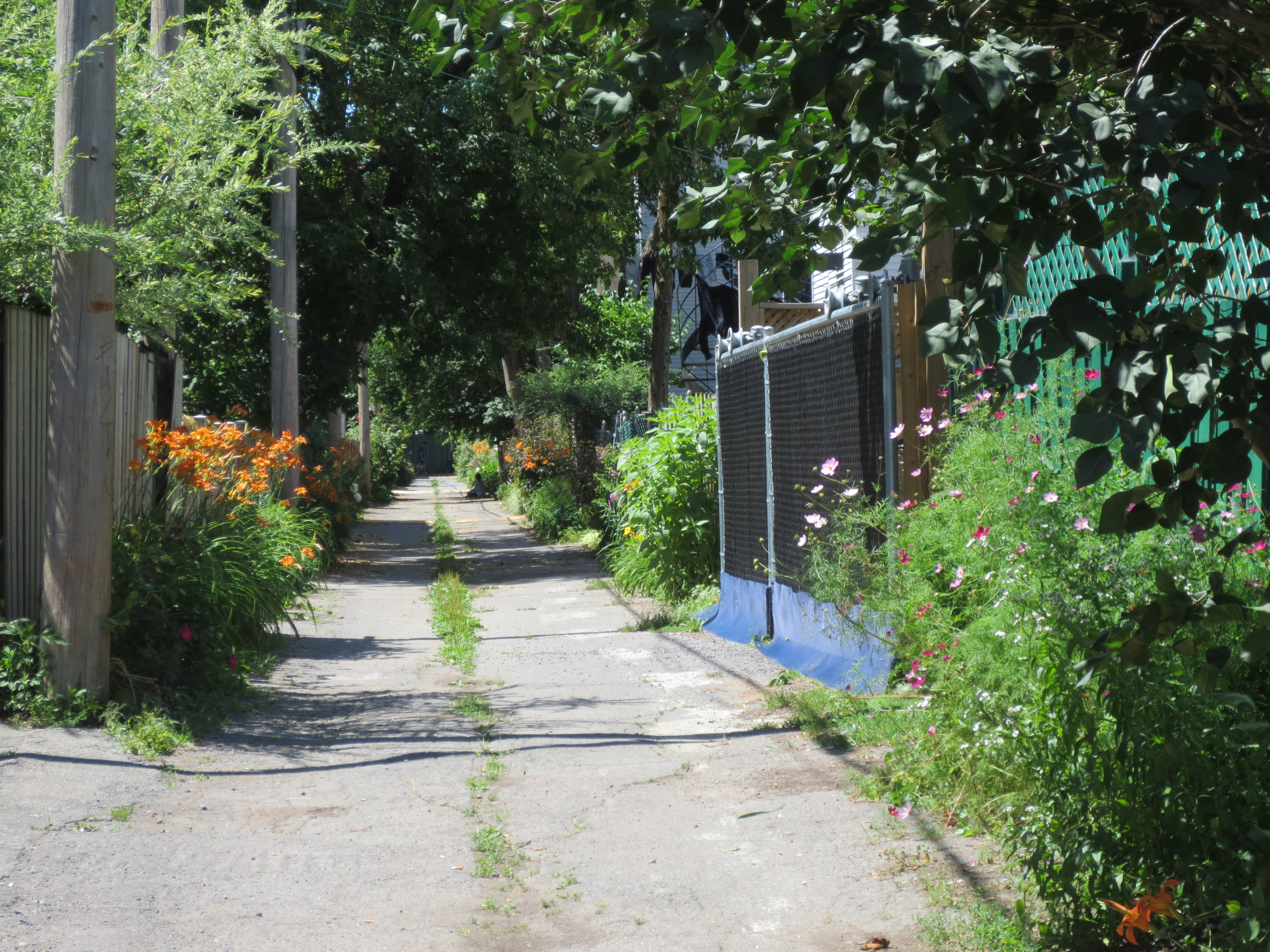
Ruelle verte réalisée en 2011.

- 2009 : Ruelle 1re Ave / 2e Ave (entre Verdun & Wellington)
- 2009 : Ruelle 4e Ave / 5e Ave (entre Verdun & Wellington)
- 2010 : Ruelle Rushbrooke / Wellington (entre Gilberte-Dubé & Albert-Denault)
- 2010 : Ruelle Manning / Moffat (entre Verdun & Bannantyne)
- 2011 : Ruelle Willibrord / Rielle (entre Lasalle & Wellington)
- 2011 : Ruelle 2e Ave / 3e Ave (entre Verdun & Wellington)
- 2012 : Ruelle 3e Ave / 4e Ave (entre Verdun & Wellington)
- 2012 : Ruelle Rielle / Gordon (entre Lasalle & Wellington)
- 2013 : Ruelle Rielle / Gordon (entre Verdun & Wellington)
- 2013 : Ruelle 2e Ave / 3e Ave (entre Lasalle & Wellington)
- 2013 : Ruelle Lasalle / Troy / Lafleur
- 2014 : Ruelle 6e Ave / Desmarchais (entre Verdun & Bannantyne)
- 2014 : Ruelle Quinn entre Galt / Gordon (à l'ouest de Verdun)
- 2014 : Ruelle Richard / Manning (entre Verdun & Bannantyne)
- 2015 : Ruelle Victor entre Wellington / Ethel (entre Hickson & Lasalle)
- 2015 : Ruelle Galt / Gordon (entre Verdun & Wellington)
- 2016: 1re Avenue / Willibrord / de Verdun / Wellington
- 2016: Ruelle des Argoulets : Argyle / Melrose / de Verdun / Wellington
- 2017: 5e Avenue / 6e Avenue / de Verdun / Bannantyne,
- 2017: Ruelle Desroses : Melrose / Desmarchais /de Verdun / Wellington
- 2018: LaSalle (est) / Caisse / Henri-Duhamel
- 2018: Ruelle à Flavie : Joseph / de Verdun / Regina / Hickson,
- 2018: Manning / Brown / Bannantyne / Beurling,
- 2019: Ruelle des Écureuils : Galt / de l’Église / Claude / Bannantyne,
- 2019: Evelyn / Gertrude / Regina / Hickson,
- 2021: Ruelle buissonnière : 5e Avenue / 6e Avenue/ de Verdun / Bannantyne
- 2021: Ruelle Rigodin : Riverview / Godin / Lasalle / Bannantyne,
- 2021: Ruelle Quinn : Gordon / Rielle / de Verdun (ouest),
- 2022: Rielle (sud) / Bannantyne / de Verdun
- 2022: Godin / Brown / Beurling / Bannantyne

- 2024: 1re Avenue / Willibrord / Wellington / LaSalle,
- 2023: Galt / de l’Église / de Verdun
- 2023: Richard (sud) / Bannantyne / de Verdun
- 2025: Willington / 6e Avenue/ de Verdun / Desmarchais

### Ville-Marie

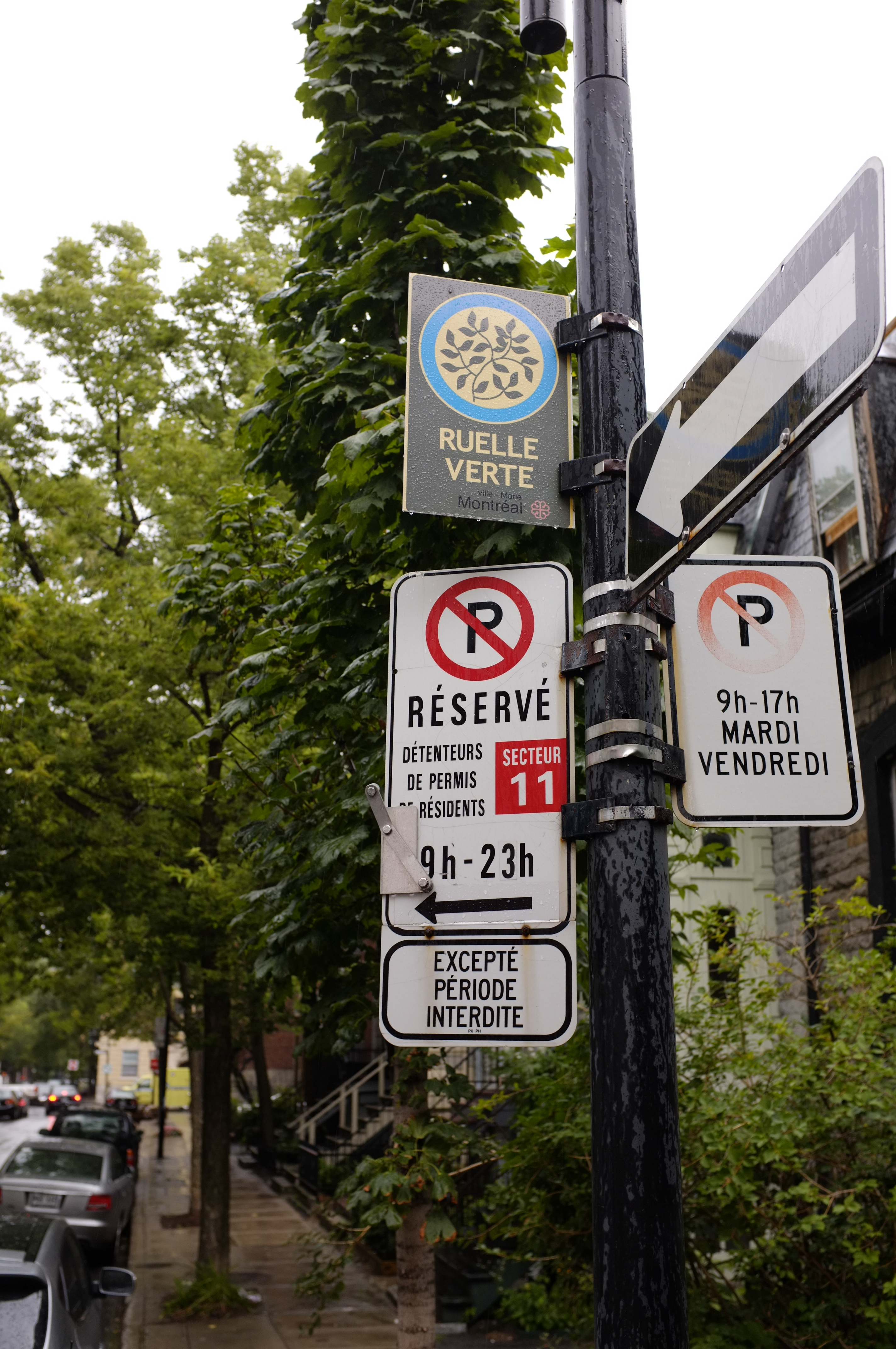
Ruelle verte Tupper dans l'arrondissement Ville-Marie.

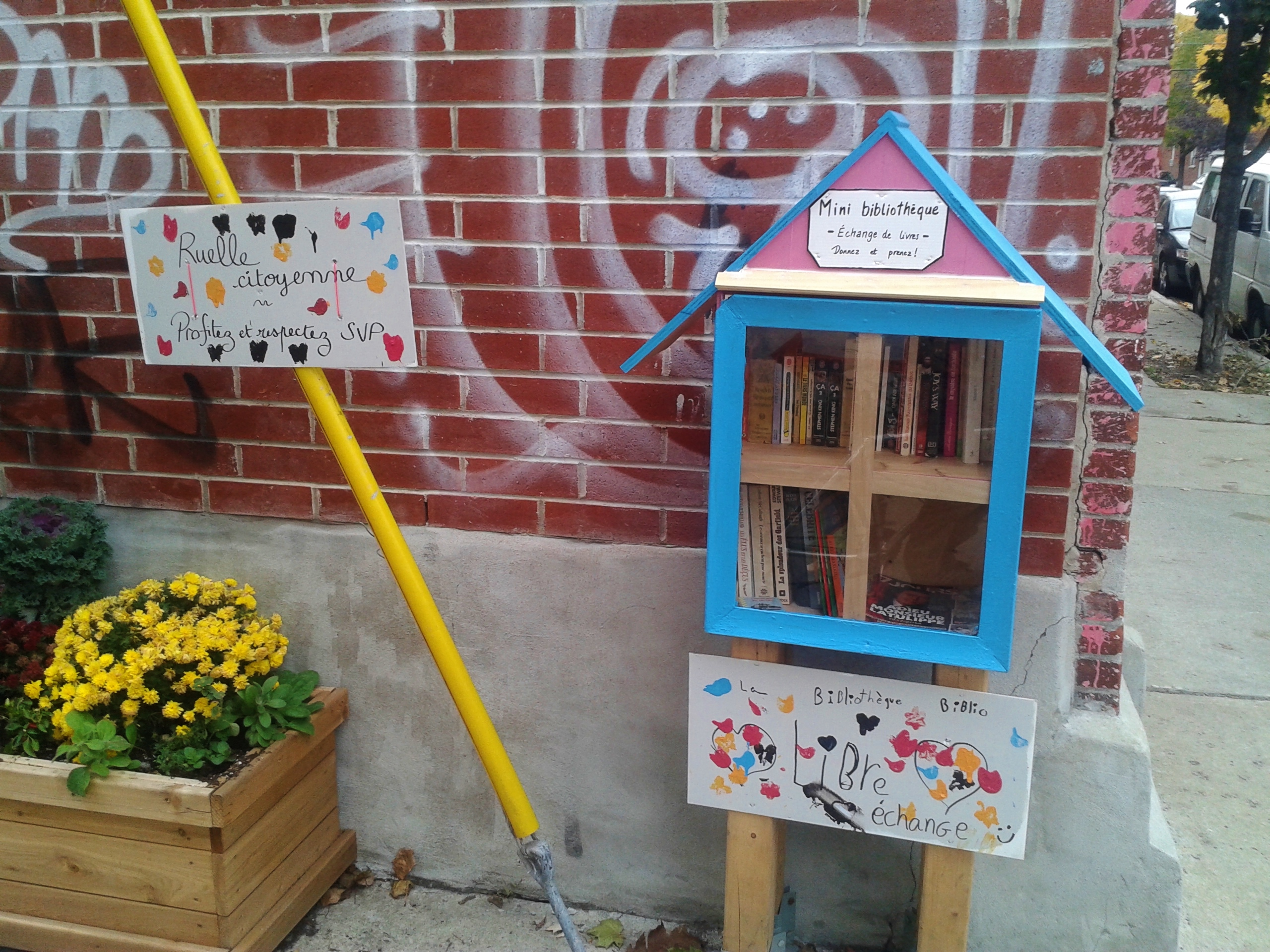
Mini-bibliothèque de la ruelle Bonheur d'occasion, à Saint-Henri.

- 2006 : Ruelle Chomedey (Du Fort/Chomedey & Maisonneuve Ouest/Ste-Catherine Ouest)
- 2007 : Ruelle des Ruellards (Saint-Hubert/Saint-Christophe & Ontario/De Maisonneuve)
- 2008 : Ruelle Saint Mathieu (Tupper/Ste-Catherine & St-Mathieu/St-Marc)
- 2008 : Ruelle La Rivière (Parthenais/Harmony & Larivière/Messier)
- 2008 : Ruelle Joly (Sanguinet/St-Denis & Sherbrooke/Ontario)
- 2008 : Ruelle Seymour (Hope & Seymour)
- 2008 : Ruelle Tupper (St-Mathieu/Du Fort & Tupper/Baile)
- 2009 : Ruelle Verte Quartier 21 (St-Mathieu/St-Marc & Maisonneuve Ouest/Ste-Catherine Ouest)
- 2009 : Ruelle La Pente Douce (Iberville & Chapleau)
- 2009 : Ruelle Amherst/Wolfe & Robin/Maisonneuve
- 2009 : Ruelle La Promenade des Arts (Bordeaux & De Lorimier)
- 2009 : Ruelle Verte Papillon (Hawarden & Atwater/Lambert-Closs)
- 2009 : Ruelle Bordeaux/De Lorimier & De Rouen/Dubuc
- 2010 : Ruelle Amherst/Wolfe & Ontario/Robin
- 2010 : Ruelle L'Échappée Belle (Wurtele/Florian & Ontario/De Rouen)
- 2010 : Ruelle des Érables (De Lorimier/Des Érables & Ontario)
- 2010 : Ruelle Bernadette (René-Lévesque/De la Gauchetière & Berri/St-Denis)
- 2011 : Ruelle Souvenir (Atwater & Lambert Closse)
- 2011 : Ruelle Hawarden (Atwater & cul de sac)
- ? : Halte verte Coupal (Fullum & Dufresne)

### Villeray–Saint-Michel–Parc-Extension
- 2009 : Ruelle Ogilvy/Jean-Talon - Ogilvy - Jean-Talon - de l'Épée - Querbes
- 2012 : Ruelle Voisins verts Villeray : Drolet - Henri-Julien - Crémazie - Liège
- 2014 : Ruelles des Tournesols : Saint-Hubert - Châteaubriand - Mistral - Leman
- 2014 : Face cachée de la rue : Drolet - Henri-Julien - Villeray - Faillon
- 2015 : La Sinueuse : Jarry - Guizot - Casgrain - De Gaspé

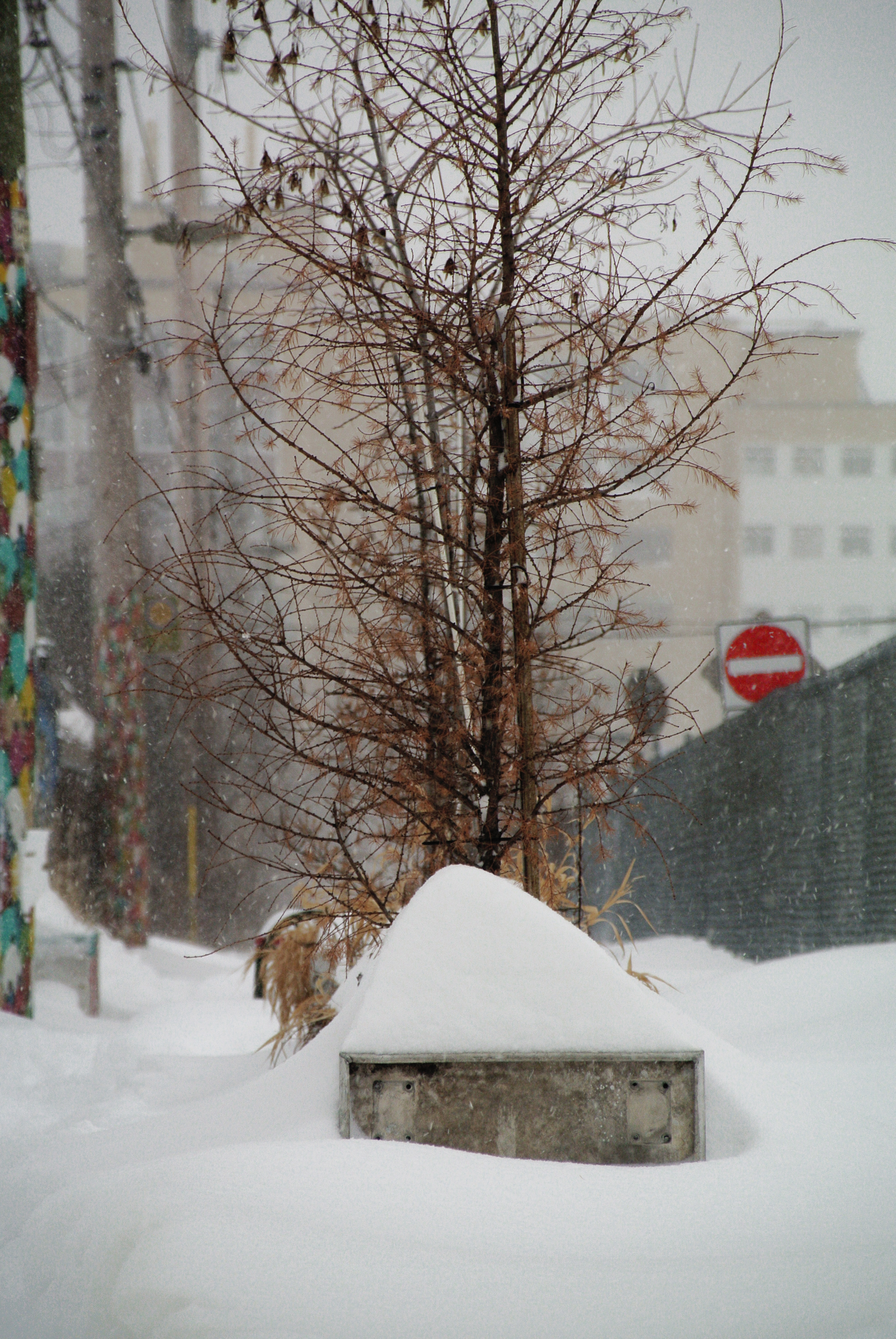
Bacs à fleurs upcycling de l'artiste LARTISNICK pour la ruelle verte Le Raccourci.

- Bacs à fleurs upcycling de l'artiste LARTISNICK[15] pour la ruelle verte Le Raccourci.2015 : Ruelle Mistral Gagnant : Mistral - Leman - des Belges - Foucher
- 2015 : Ruelle No 13 : Jules-Verne - Faillon - Henri-Julien - De Gaspé
- 2015 : La Traverse : Villeray - Faillon - Casgrain - De Gaspé
- 2015 : La belle verte : Berri - Lajeunesse - Villeray - Faillon
- 2016 : Sentier du Marché : Jean-Talon - De Castelnau - Henri-Julien - Drolet
- 2016 : Brin de ruelle : De Castelnau - Faillon - Saint-Denis - Berri
- 2016 : Saint-Denis - Berri - Jarry - Gounod
- 2016 : Saint-Denis - Berri - Villeray - Faillon
- 2016 : Ruelle verte Le raccourci[16] : DeVille - Hérelle - 8ieme - 9ieme (fermée à la circulation automobile)
- 2017 : Sainte-Cécile la verte ruelle cultivable : De Castelnau - Jules-Verne - Casgrain - De Gaspé
- 2017 : Lajeune Gérard : Lajeunesse - Saint-Gérard - Dufour - Faillon
- 2017 : Liège - Guizot - De Gaspé - Henri-Julien
- 2017 : De Castelnau - Jean-Talon - De Laroche - De Normanville

### Le Sud-Ouest

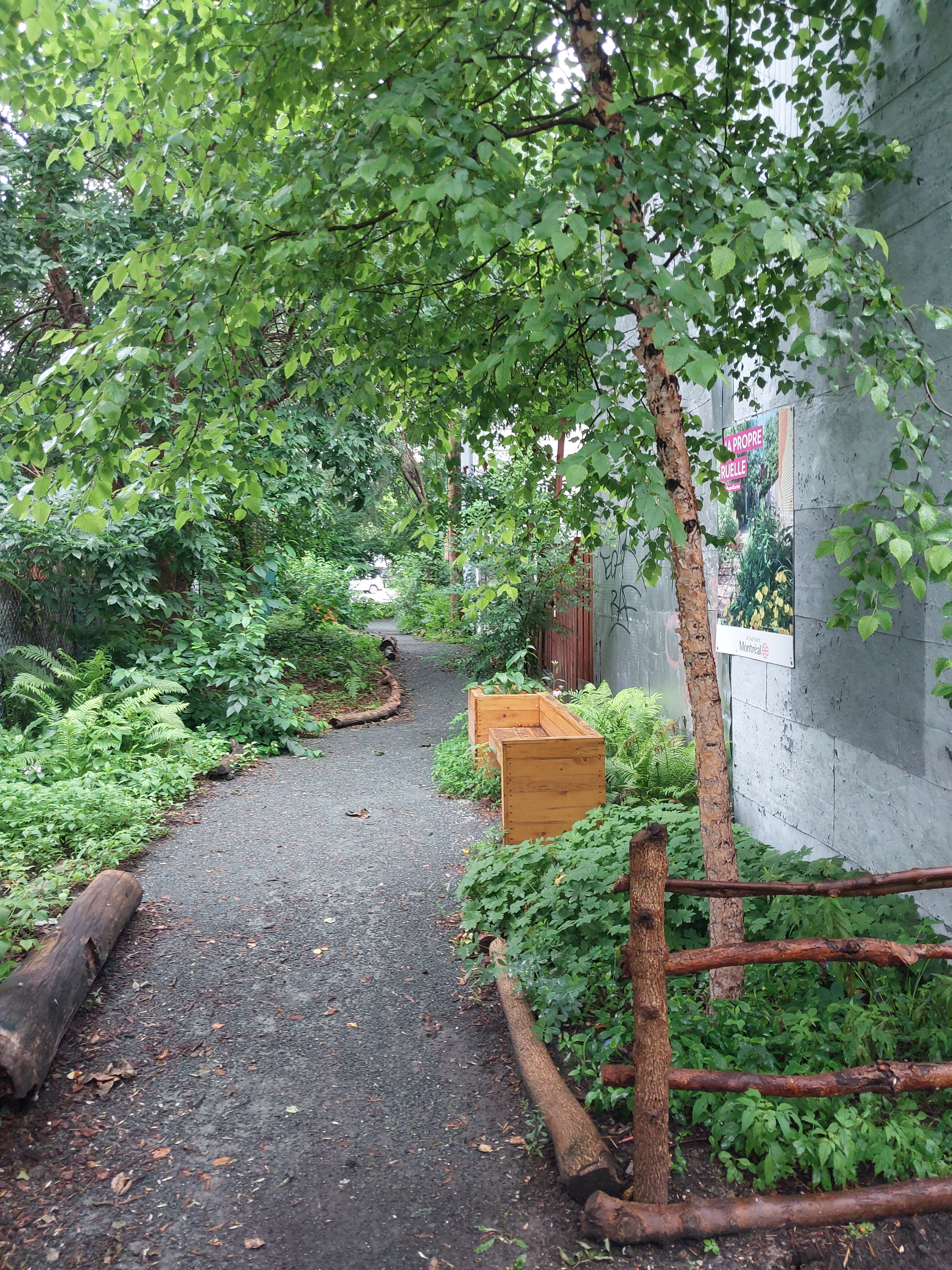
Tronçon champêtre aménagé dans la ruelle verte La Cabriole, dans Côte-Saint-Paul.

- 2012 : Le chemin de l'arbre fort - Desnoyers - de Courcelle - Saint-Jacques
- 2013 : Ruelle du Paillasson vert - Beaudoin - Square Sir Georges-Étienne-Cartier - Sainte-Émilie - Saint-Ambroise
- 2014 : Ruelle Bonheur d'occasion - Beaudoin - Square Sir Georges-Étienne-Cartier - Notre-Dame - Sainte-Émilie
- 2020 : Ruelle La Cabriole - Le Caron - Hadley - De Villiers - Briand
- 2022: Ruelle Entremonts: Lamont - Fabien-Laberge - De Monts - Allard

### Ville deSalaberry-de-Valleyfield
- 2012 : Ruelle du Cardage (entre Grande-Île et Danis)
- 2013 : Ruelle de la Bobineuse (entre Grande-Île et Danis)
- 2013 : Ruelle des Fileurs
- 2014 : Ruelle des Tisserands (entre Dufferin et Du Havre)